# Anagennisi Deryneia
Anagennisi Deryneia (griechisch: Αναγέννηση Δερύνειας) ist ein zyprischer Fußballverein aus Deryneia im Osten der Insel. Die Wettkampfmannschaft spielte zeitweise in der First Division.

## Geschichte
Anagennisi Deryneia gründete sich 1920, trat aber erst Anfang der 1970er Jahre der Cyprus Football Association bei, um am offiziellen Spielbetrieb teilzunehmen. In der Folge spielte die Mannschaft mehrere Spielzeiten in der Third Division, ehe 1982 der erstmalige Aufstieg in die Second Division gelang. Dort platzierte sie sich auf Anhieb in der oberen Tabellenhälfte und schaffte 1987 als Vizemeister hinter APEP Limassol den Aufstieg in die First Division. Als Schlusslicht der Spielzeit 1987/88 stieg der Klub gemeinsam mit dem APEP und Alki Larnaka direkt wieder ab. Hinter APOP Paphos und erneut APEP Pitsilia (nach zwischenzeitlicher Umbenennung des Klubs) kehrte die Mannschaft 1996 in die höchste Spielklasse zurück, aus der sie am Ende der Spielzeit 1997/98 mit zwei Punkten Rückstand auf den von Evagoras Paphos  belegten ersten Nicht-Abstiegsplatz wieder abstieg. Als Zweitligameister vor Ethnikos Assia kehrte sie direkt wieder zurück, verpasste aber in der Spielzeit 1999/2000 mit vier Saisonsiegen den Klassenerhalt. In der Zweitliga-Spielzeit 2002/03 distanzierte der Klub Doxa Katokopias und Onisilos Sotira, die drei Klubs belegten jedoch in der Spielzeit 2003/04 die Abstiegsplätze der ersten Spielklasse.
2008 stieg Anagennisi Deryneia wieder in die Third Division ab, kehrte aber nach zwei Spielzeiten zurück und schaffte anschließend den direkten Durchmarsch in die First Division. Gemeinsam mit Ermis Aradippou belegte der Verein am Ende der Spielzeit 2011/12 einen der direkten Abstiegsplätze. In der folgenden Zweitliga-Saison erreichte die Mannschaft die Relegation, scheiterte dort jedoch an Nea Salamis Famagusta. Auch in der Folgezeit spielte sie um die Erstligarückkehr, die zu mit dem direkten Abstieg ohne Sieg im Saisonverlauf endenden Spielzeit 2016/17 gelang. In der Folgezeit etablierte sich der Klub auf dem zweiten Spielniveau, ehe er im Sommer 2023 erneut in die Third Division abstieg.